# Radio Free Europe/Radio Liberty
Radio Free Europe (RFE) och Radio Liberty (RL) är ett radionätverk finansierat av USA:s kongress.

## Bakgrund
Sändningarna startade i juli 1949 och skedde på alla östeuropeiska språk och var en motvikt till regimkontrollerad nyhetsförmedling inom östblocket. Det ursprungliga målet var att sprida väst- och särskilt då USA-vänlig propaganda och information till icke-demokratiska länder. Radionätverken ägs av den amerikanska federala myndigheten U.S. Agency for Global Media. Sändningarna motarbetades genom aktivering av starka störsändare, och speciellt under Stalin-tiden betraktades det som en statsfientlig handling att lyssna på RFE. När sändningarna startade användes en mobil 7,5 kW-sändare, och sändningstiden var då endast 10 timmar i veckan. År 1951 uppfördes fem fasta sändare i Västtyskland och sändningstiden ökades efter hand.
Efter Ungernrevolten anklagades stationen för att dess sändningar skulle ha bidragit till stora ungerska förluster och vilselett det ungerska folket med information om att amerikansk hjälp var nära medan de gjorde motstånd mot den sovjetiska armén. En utredning visade dock att detta inte var fallet. Efteråt skapades en avdelning som skulle säkerställa att sändningarna var korrekta och professionella.
Radio Free Europe finansierades dolt genom CIA fram till 1972, och därefter direkt av kongressen. De flesta sändningarna till Östeuropa upphörde under 1990-talet, och fokus ligger numera på Centralasien och Mellanöstern under namnet Radio Liberty.
I april 2021 tillkännagavs att Radio Liberty och dess TV-kanal Current Time TV föreslagit sin redaktionspersonal att flytta från Ryssland, endera till Tjeckien eller Ukraina.